# Parafia Nawiedzenia Najświętszej Maryi Panny w Starym Bidaczowie
Parafia Nawiedzenia Najświętszej Maryi Panny w Starym Bidaczowie – parafia należąca do dekanatu Biłgoraj - Południe diecezji zamojsko-lubaczowskiej. 
Parafia została utworzona w 16 września 2012 roku. Prowadzą ją księża diecezjalni.
Na obszarze parafii leżą miejscowości: Banachy, Łazory (numery 1-79), Jachosze, Stary Bidaczów, Nowy Bidaczów i Suszka.